# Voyage: Inspired by Jules Verne
Voyage: Inspired by Jules Verne — компьютерная игра в жанре квеста, разработанная французской студией Kheops Studio и изданная The Adventure Company на ПК в 2005 году. В России была выпущена компанией «Акелла» под названием «Жюль Верн: Путешествие на Луну».

## Игровой процесс
Voyage: Inspired by Jules Verne представляет собой квест point-and-click с видом от первого лица. Главный герой может перемещаться между локациями, собирать предметы и комбинировать их в инвентаре, общаться с другими персонажами и взаимодействовать с интерактивными объектами. При этом геймплей нелинеен: игрок может выбирать, в каком порядке решать головоломки, многие из которых имеют несколько способов прохождения. Кроме того, предметы можно не только находить, но и продавать и покупать.
Определённые действия выполняются с помощью мини-игр: например, остановить стрелку появляющегося на экране индикатора в нужной зоне, чтобы персонаж правильно рассчитал силу прыжка. За решения головоломок начисляются очки, влияющие на отношение селенитов к главному герою и дающие доступ к новым загадкам.

## Сюжет
Игра продолжает роман Жюля Верна «С Земли на Луну прямым путём за 97 часов 20 минут». Главный герой, Мишель Ардан, приходит в себя внутри запущенного на Луну снаряда и обнаруживает своих спутников, Николя и Барбикена, мёртвыми. Как выясняется, они обнаружили, что запаса кислорода на борту хватит только на одного человека, и покончили с собой, чтобы дать Ардану шанс выжить.
Похоронив товарищей в космосе, Ардан успешно прилуняется. Дальнейший сюжет игры посвящён исследованию Луны, встрече протагониста с расой селенитов и его попыткам вернуться на Землю.

## Разработка
Игра была анонсирована на E3 2005 как Journey to the Center of the Moon; впоследствии название было изменено из опасения, что её могут принять за сиквел игры 2003 года Journey to the Center of the Earth, основанной на другом романе Жюля Верна. По словам разработчиков, образ селенитов был вдохновлён романом Герберта Уэллса «Первые люди на Луне».

## Отзывы
| Сводный рейтинг       | Сводный рейтинг |
| Агрегатор             | Оценка          |
| --------------------- | --------------- |
| GameRankings          | 74,47 %         |
| Metacritic            | 71/100          |
| Иноязычные издания    |                 |
| Издание               | Оценка          |
| GameSpot              | 6,0/10          |
| GameZone              | 6,8/10          |
| Jeuxvideo.com         | 13/20           |
| WorthPlaying          | 6,0/10          |
| Adventure Gamers      | [ 3 ]           |
| Русскоязычные издания |                 |
| Издание               | Оценка          |
| Absolute Games        | 80 %            |
| «PC Игры»             | 6,5/10          |
| «Игромания»           | 7,5/10          |
| «ЛКИ»                 | 80 %            |
| «Страна игр»          | 7,0/10          |

Игровой процесс удостоился смешанных отзывов. Рецензент GameSpot Бретт Тодд посчитал, что головоломки однообразны и часто повторяются. Обозреватель WorthPlaying Дэн Бэрроу, напротив, оценил загадки положительно. Мини-игры удостоились похвалы за внесение разнообразия в игровой процесс. Критике подвергся инвентарь игры: Бэрроу назвал его «свалкой всего, что вы найдёте за время ваших странствий», а обозревательница журнала «Страна игр» Марина Петрашко отметила, что большое количество вкладок и ячеек затрудняет выполнение действий, ограниченных по времени.
Графика и дизайн также были оценены неоднозначно. Петрашко раскритиковала пейзажи за однообразие, а внешность селенитов — за неоригинальность. Тодд, напротив, посчитал, что селениты «совершенно не похожи на стереотипных инопланетян», и похвалил сюрреалистичное окружение. Обозревательница сайта Adventure Gamers Эмили Морганти указала в качестве недостатка малое количество кат-сцен, отметив, что причиной этого, скорее всего, стали ограничения бюджета.